# Mārupe (novads)
Mārupe (łot.: Mārupe novads) – jeden z łotewskich novadsów, funkcjonujący od 2021.
W skład novadsu wchodzą: 
- miasto: Mārupe (od 2022)
- pagastsy: Babīte, Mārupe, Sala

## Historia
Novads powstało podczas reformy administracyjnej w 2021, z połączenia dotychczasowych novadsów: Babīte i Mārupe.